# Laborjournal

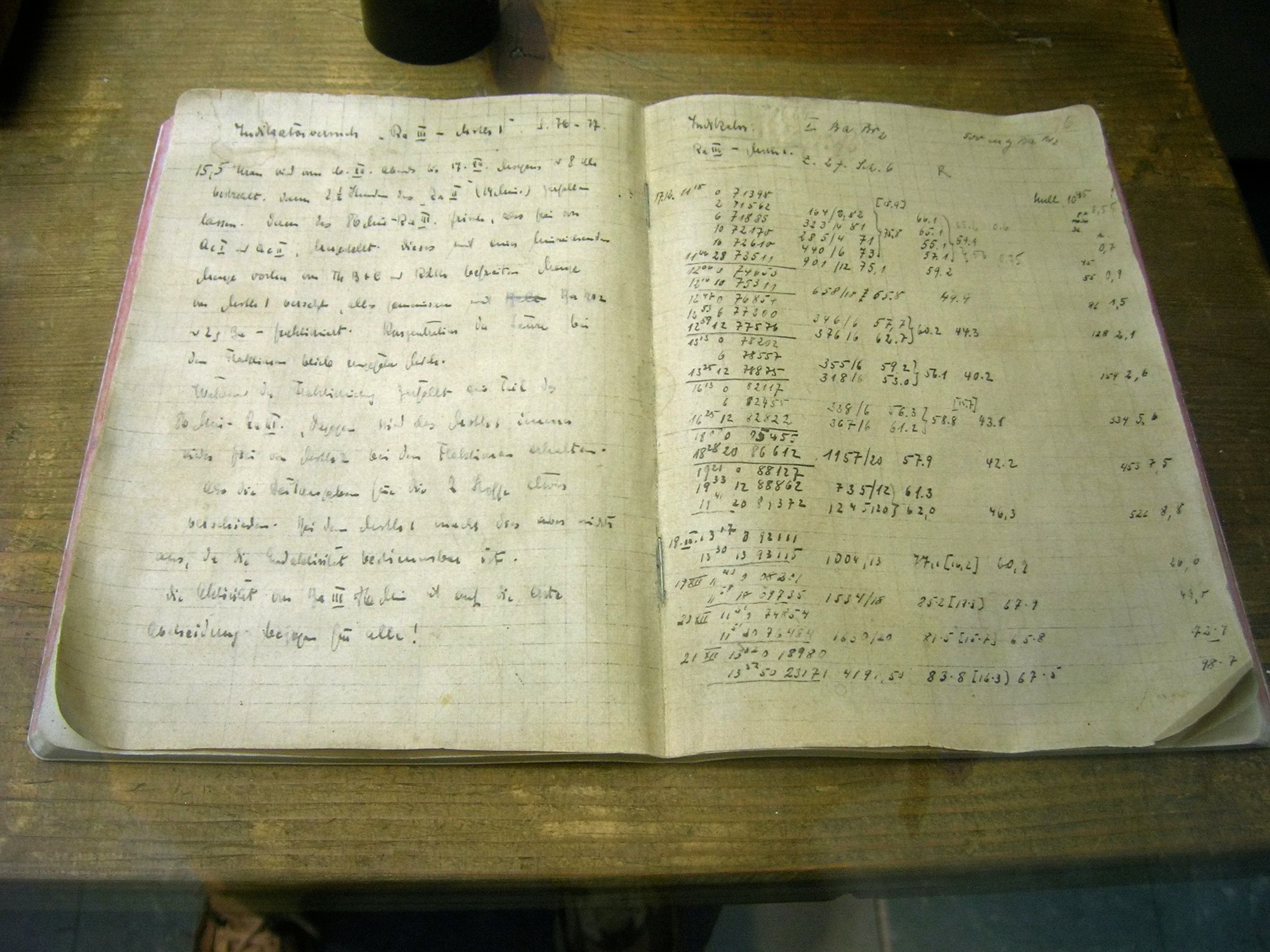
Laborjournal von Otto Hahn, 1938

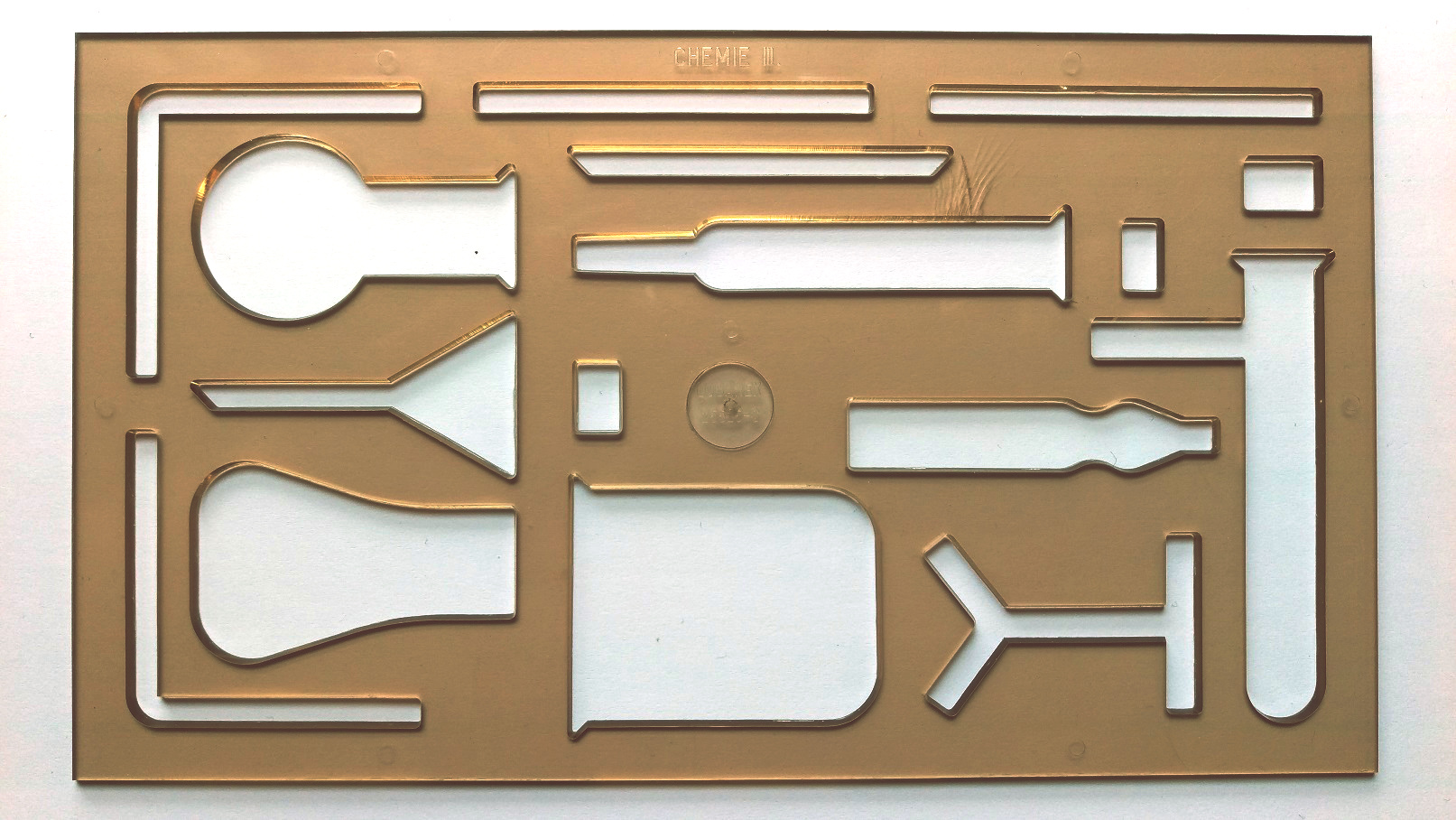
Schablone zum Zeichnen chemischer Gerätschaften, wie sie fürs Verfassen von Laborjournalen Verwendung fanden

Ein Laborjournal oder Laborbuch ist ein Notizbuch, in dem die Planung, Durchführung und Auswertung von wissenschaftlichen Experimenten dokumentiert wird. Da die Zuerkennung einer wissenschaftlichen Entdeckung oder eines Patents (in einigen Ländern, z. B. in den USA) davon abhängen kann, wer als erster eine Entdeckung oder Erfindung gemacht hat, gibt es strenge Regeln, wie ein Laborjournal zu führen ist, wobei vom Arbeitgeber bzw. von der Hochschule auch abweichende Regelungen getroffen werden können.

## Allgemeine Anforderungen
Im Allgemeinen sollte so verfahren werden:
1. Ein Laborjournal ist eine gebundene Kladde; in der Regel mit durchnummerierten Seiten, üblicherweise in den Größen DIN A4 oder DIN A5 und keine Loseblattsammlung. Es ist eine chronologische Dokumentation der wissenschaftlichen Tätigkeit. Da häufig mehrere Experimente parallel (und über mehrere Tage) durchgeführt werden, erleichtert die Durchnummerierung der Seiten den Querverweis zwischen Experimenten.
2. Die Eintragungen sollten mit dokumentenechter Tinte (z. B. einem Kugelschreiber) vorgenommen werden, die Verwendung von Bleistiften ist ausgeschlossen. Die Aufzeichnungen sollen so detailliert sein, dass sie für eine Person mit Fachwissen nachvollziehbar sind und ggf. wiederholt werden könnten (z. B. auch von Kollegen während der Journalführer im Urlaub oder krank ist).
3. Das Laborjournal sollte während oder im unmittelbaren Anschluss des Versuches geschrieben werden, damit wichtige Details und Beobachtungen nicht vergessen werden.
4. Messwerte und Rechnungen sollten direkt ins Laborjournal notiert werden. Dies vermeidet Fehler, die sich durch Abschreiben einschleichen könnten.
5. Sofern möglich, sollten Rohdaten in Form von Schreiberausdrucken, Fotografien, Röntgenfilmen etc. ins Laborjournal eingeklebt werden. Bei Datensammlungen, die nicht ins Laborjournal passen (z. B. Computerdateien oder weil der Datenumfang zu groß ist), sollte ein Vermerk gemacht werden, wo die Originaldaten archiviert sind, um das Auffinden zu erleichtern.
6. Schreib- und Rechenfehler sollten durchgestrichen (nicht geschwärzt) werden und nicht mit Tipp-Ex unkenntlich gemacht werden. Es sollte stets erkennbar bleiben, welche Buchstaben/Zahlen vorher dort standen. Das Korrekturdatum sollte daneben notiert und mit einer Paraphe versehen werden.
7. Ist ein Laborjournal vollgeschrieben, sollte ein Inhaltsverzeichnis angelegt werden. Beim späteren Nachschlagen sieht man dann sofort, an welchen Projekten während der Laufzeit des Journals gearbeitet wurde und wo die Einzelbeiträge zu den Projekten zu finden sind.
8. Überschriften (vorzugsweise mit Projekt-/Versuchsnummer) machen die Dokumentation übersichtlich.

### Erweiterte Anforderungen
Manche Hochschulen oder Firmen verlangen noch Folgendes:
1. Jede Seite ist mit dem Datum zu versehen und vom Experimentator zu unterschreiben. Ein unabhängiger Zeuge bekundet mit seiner Unterschrift, dass die Aufzeichnungen nachvollziehbar und vollständig sind. Wird eine Seite nicht vollständig beschrieben, ist der nicht benutzte Seitenrest diagonal durchzustreichen.
2. Entdeckt man einen Fehler auf einer weiter zurückliegenden Seite, darf man diesen nicht dort korrigieren, sondern muss auf der aktuellen Seite einen Verweis machen; ggf. muss man ausführen, welche Konsequenzen dieser Fehler für die nachfolgende Arbeit hat.

## Elektronisches Laborbuch (ELN)
Das Laborjournal wird zunehmend mit Hilfe eines Computers geführt. Dadurch wird das Laborpersonal besonders vom ständigen Aufschreiben der Messwerte entlastet und durch Zusatzfunktionalitäten unterstützt.
Ein computergestütztes Laborjournal, oder auch elektronisches Laborbuch (ELN), bietet wesentliche Vorteile: Ablese- und Schreibfehler werden vermieden, eine Suchfunktion ermöglicht die schnelle Suche nach Experimenten, Ergebnissen usw. und die fälschungssichere Ablage mit elektronischer Signatur ist möglich. Versuchsparameter, Messdaten und ausgewertete Ergebnisse werden in Protokollblättern mit Tabellen, Textfeldern und xy- oder xt-Diagrammen präsentiert.
Das computergestützte Laborjournal ist meist in eine Laborautomatisierungssoftware integriert.
Außerdem ist es möglich durch entsprechende Datenbanksysteme die Eintragungen im Laborjournal allen Mitarbeitern einfach zur Verfügung zu stellen, wobei oft für die anderen oder für alte Daten nur eine Leseberechtigung besteht, was ein versehentliches Löschen der Daten verhindert. Ein elektronisches Laborbuch ist ebenso Teil der Entwicklung zum Paperless Lab. Diese Entwicklung zum Paperless Lab ist einerseits auf dem ökologischen Ansatz der Reduzierung des Papierverbrauchs und anderseits auf der Vermeidung eines Archives für Papierdokumente gestützt.